# São Pedro (Funchal)
São Pedro est une freguesia portugaise située dans la ville de Funchal, dans la région autonome de Madère.
Avec une superficie de 1,49 km2 et une population de 7 681 habitants (2001), la paroisse possède une densité de 5 155,0 hab/km2.